# Phyllanthus merinthopodus
Phyllanthus merinthopodus là một loài thực vật có hoa trong họ Diệp hạ châu. Loài này được Diels miêu tả khoa học đầu tiên năm 1931.